# Copa Nicasio Vila 1926
La Copa Nicasio Vila 1926 fue la vigésima edición del campeonato de primera división de la Liga Rosarina de Fútbol. 
Participaron quince equipos, y el campeón fue Tiro Federal. Así, los tirolenses obtuvieron el bicampeonato, hecho inédito en el fútbol rosarino hasta ese entonces para equipos que no fueran Central o Newells.

## Tabla de posiciones final
| Pos | Equipo                  | Pts | PJ | G  | E | P  | GF  | GC  | Dif  |
| --- | ----------------------- | --- | -- | -- | - | -- | --- | --- | ---- |
| 1º  | Tiro Federal            | 48  | 28 | 22 | 4 | 2  | 81  | 22  | 59   |
| 2º  | Newell's Old Boys       | 46  | 28 | 20 | 6 | 2  | 105 | 33  | 72   |
| 3º  | Belgrano                | 42  | 28 | 19 | 4 | 5  | 116 | 42  | 74   |
| 4º  | Nacional                | 41  | 28 | 18 | 5 | 5  | 58  | 37  | 21   |
| 5º  | Sparta                  | 39  | 28 | 17 | 5 | 6  | 60  | 30  | 30   |
| 6º  | Rosario Central         | 37  | 28 | 16 | 5 | 7  | 57  | 31  | 26   |
| 7º  | Central Córdoba         | 31  | 28 | 14 | 3 | 11 | 56  | 52  | 4    |
| 8º  | Riberas del Paraná      | 25  | 28 | 11 | 3 | 14 | 65  | 64  | 1    |
| 9º  | Calzada                 | 25  | 28 | 10 | 5 | 13 | 48  | 62  | -14  |
| 10º | Estudiantes             | 22  | 28 | 9  | 4 | 15 | 49  | 51  | -2   |
| 11º | Atlantic Sportsmen      | 20  | 28 | 7  | 6 | 15 | 47  | 64  | -17  |
| 12º | Rosario Puerto Belgrano | 19  | 28 | 7  | 5 | 16 | 45  | 69  | -24  |
| 13º | Alberdi New Boys        | 16  | 28 | 6  | 4 | 18 | 38  | 63  | -25  |
| 14º | Provincial              | 5   | 28 | 1  | 3 | 24 | 28  | 120 | -92  |
| 15º | Talleres                | 4   | 28 | 1  | 2 | 25 | 24  | 137 | -113 |

|  |             |
|  | Campeón     |
|  | Descendido. |